# Ingers Høj

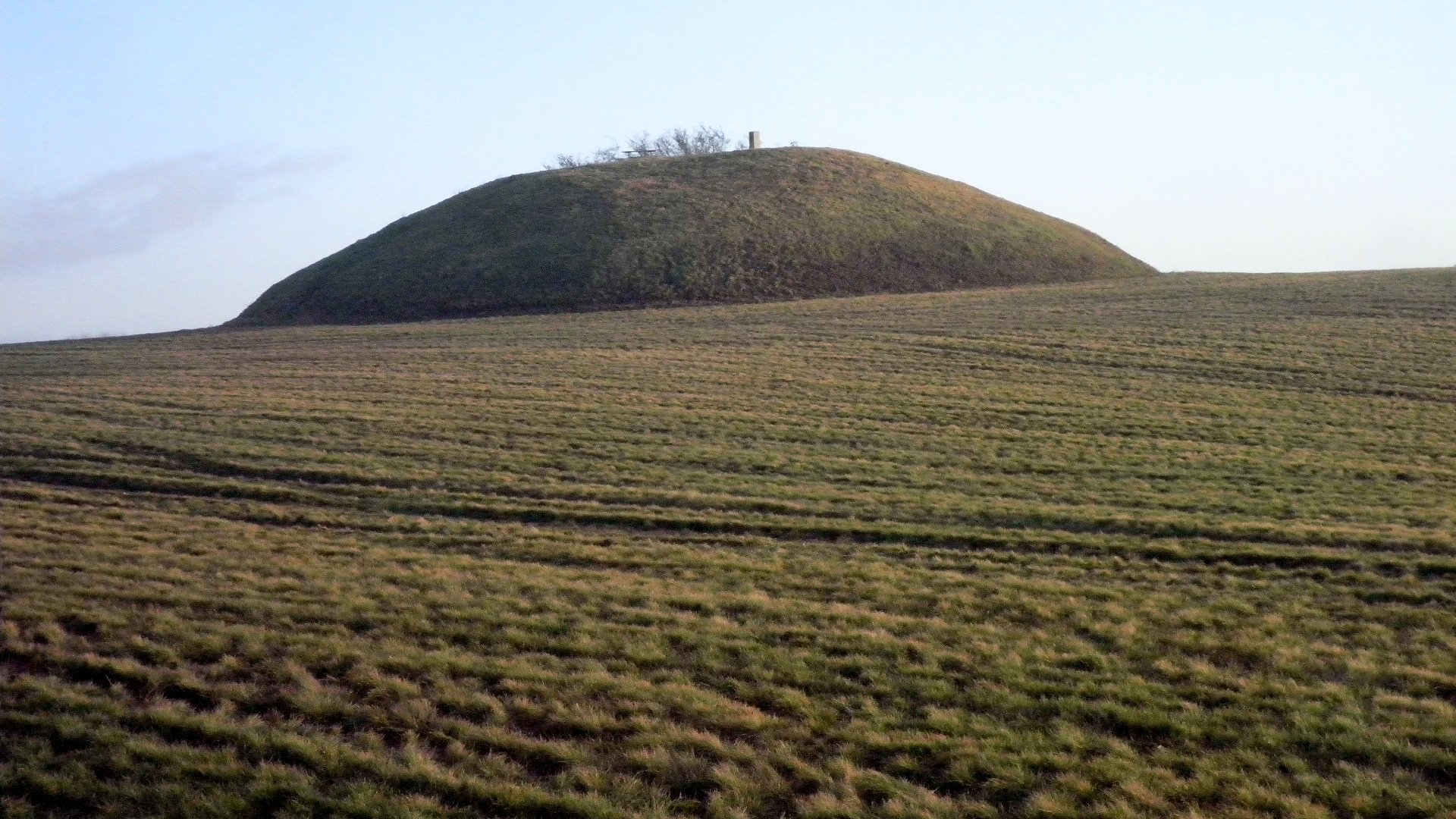
Ingers Høj

Der etwa 7,0 m hohe Ingers Høj befindet sich etwa 500 m östlich des Sundbrovej, in Bregninge im Norden der Insel Tåsinge in der Region Syddanmark in Dänemark.
Der riesige Rundhügel aus der Bronzezeit mit einem Durchmesser von etwa 40,0 m ist einer der größten des Landes. Die Tåsinger Denkmäler Nr. 75 sind eine Gruppe von vier Hügeln mit dem Ingershøj als dominierendem Zentrum, der auf dem Kamm liegt, der nach Norden zum Bregninge bakka abfällt. Vor 100 Jahren war er noch mit einem großen Steinkreis umgeben. Grabräuber haben im 18. Jahrhundert Schäden angerichtet, die aber beseitigt wurden. Der um 1572 als eggershøy bekannte Hügel wurde nie archäologisch untersucht, und es ist nichts über Funde bekannt. In der Nähe lagen mindestens fünf weitere große Grabhügel, die aber abgepflügt wurden.
In der Nähe liegen die Langdysser im Granskoven.